# Dendrocitta occipitalis
La dendrogazza di Sumatra (Dendrocitta occipitalis (Müller, 1835)) è un uccello passeriforme appartenente alla famiglia Corvidae.

## Etimologia
Il nome scientifico della specie, occipitalis, deriva dal latino e significa "occipitale", in riferimento alla colorazione dell'occipite di questi uccelli.

## Descrizione

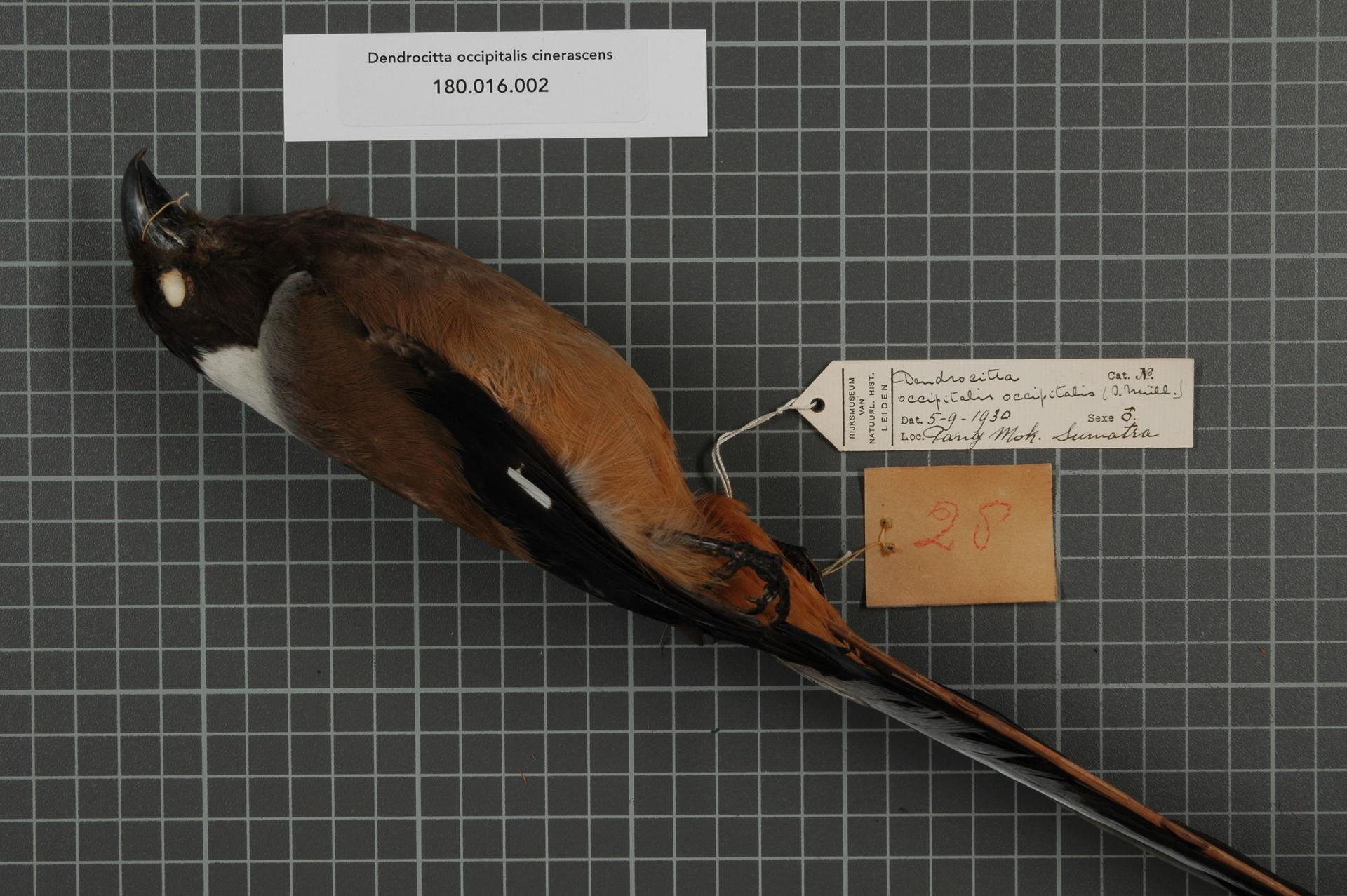
Veduta laterale di maschio impagliato.

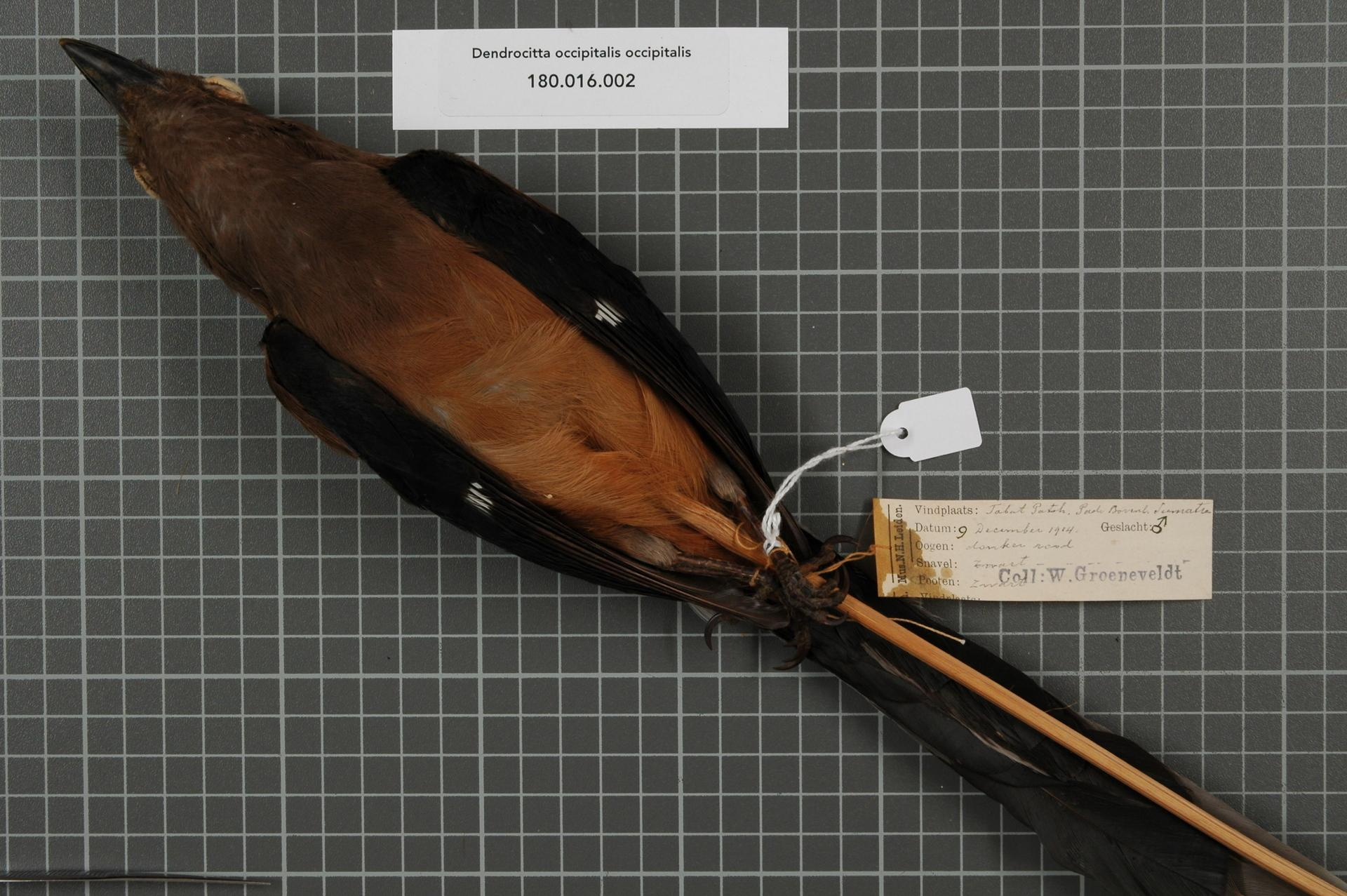
Veduta ventrale di maschio impagliato.

### Dimensioni
Misura 40 cm di lunghezza, per 88-102 g di peso.

### Aspetto
Si tratta di uccelli dall'aspetto robusto, muniti di testa arrotondata, becco conico forte e visibilmente ricurvo verso il basso, forti zampe, ali digitate e lunga coda rettangolare: nel complesso, l'aspetto è quello tipico delle dendrogazze, rispetto alle quali questa specie è facilmente identificabile per la colorazione della nuca e le tonalità brune del corpo. 
Il piumaggio è di color castano molto scuro su testa, petto, dorso e ali, con tendenza a schiarirsi ulteriormente su faccia, guance e gola, dove diviene quasi nero: sul ventre e sulla groppa, invece, il colore schiarisce ed assume sfumature quasi aranciate, divenendo di color pesca. La nuca, le spalle, il codione e le due lunghe penne centrali della coda sono di colore bianco-argenteo (le ultime due con punta nera): il resto delle penne della coda, oltre alle remiganti, si presenta invece di colore nero.

I due sessi sono simili, sia per dimensioni che per colorazione.
Il becco e le zampe sono di colore nerastro, mentre gli occhi sono di colore bruno scuro.

## Biologia
Si tratta di uccelli poco studiati, in virtù del fatto che vivono in territori poco esplorati e che per lungo tempo sono stati considerati parte di una popolazione che comprendeva anche le meglio conosciute dendrogazza del Borneo e dendrogazza grigia: in base alle osservazioni compiute e ai dati forniti dalle popolazioni locali, la dendrogazza di Sumatra appare, similmente alle specie congeneri, un uccello dalle abitudini di vita diurne, che vive perlopiù in gruppetti fra gli alberi e vocalizza molto frequentemente.

### Alimentazione
Mancano dati sull'alimentazione di questi uccelli, la quale tuttavia (similmente alle specie congeneri) deve essere tendenzialmente onnivora con netta preponderanza della componente animale (insetti, invertebrati, piccoli vertebrati, uova) su quella vegetale (frutta e bacche), consumata solo sporadicamente.

### Riproduzione
Non si conosce granché circa le abitudini riproduttive della gazza di Sumatra, tuttavia si ha motivo di credere che esse non differiscano in maniera significativa, per modalità e tempistica, da quanto osservabile nelle altre specie di dendrogazza.

## Distribuzione e habitat
Come intuibile dal nome comune, la dendrogazza di Sumatra è endemica di Sumatra, della quale popola l'asse montuoso occidentale (monti Barisan).
L'habitat di questi uccelli è rappresentato dalla foresta pluviale collinare e pedemontana, sia primaria e secondaria: questi uccelli popolano inoltre le macchie di bambù, e possono essere osservati anche nelle foreste di sempreverdi.